# Список супругов испанских монархов

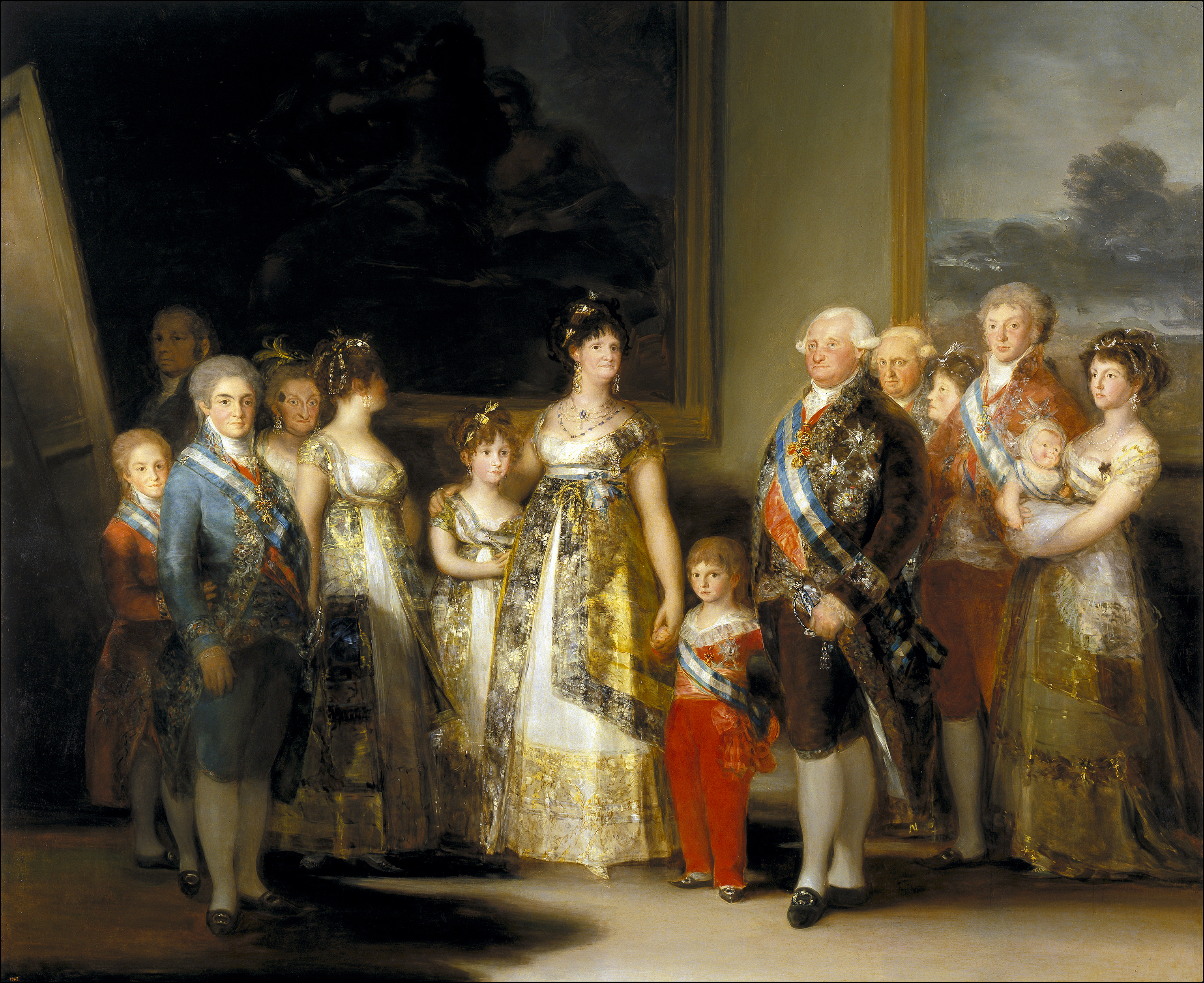
Франсиско Гойя, «Портрет семьи Карлоса IV»

Данный список включает в себя перечисление супругов монархов Испании, а также предшествующей линии — супруг монархов Кастилии из династии Трастамара.

## Супруги королей Кастилии

### Династия Трастамара
При Изабелле и Фердинанде королевские династии Кастилии и Арагона, были объединены в одну. Историография Испании в целом трактует это как формирование Королевства Испания, но на самом деле, два королевства продолжались в течение многих веков со своими собственными отдельными институтами. Только декретами Нуэва-Планта начала XVIII века эти две земли были официально объединены в единое государство. Нумерация испанских монархов продолжает нумерацию королей Кастилии.
| Имя                                 | Портрет | Годы жизни | Супруг                  | Дата свадьбы     | Королева или консорт Испании                      | Дети в браке                                                                | Утрата статуса                                                    |
| ----------------------------------- | ------- | ---------- | ----------------------- | ---------------- | ------------------------------------------------- | --------------------------------------------------------------------------- | ----------------------------------------------------------------- |
| Хуана Кастильская                   |         | 1339—1381  | Энрике II Братоубийца   | 1350             | 1366—1379                                         | Наследник, дочери                                                           | Скончалась вдовствующей королевой                                 |
| Элеонора Арагонская                 |         | 1358—1382  | Хуан I Кастильский      | 1375, (1-й брак) | 1379—1382                                         | Наследник, сыновья, дочери                                                  | Скончалась при жизни мужа                                         |
| Беатриса Португальская              |         | 1372—1408  | Хуан I Кастильский      | 1382, (2-я жена) | 1382—1390                                         | Сын, умерший в младенчестве                                                 | Скончалась вдовствующей королевой                                 |
| Екатерина Ланкастерская             |         | 1373—1418  | Энрике III Кастильский  | 1388             | 1390—1406                                         | Наследник, дочери                                                           | Скончалась вдовствующей королевой                                 |
| Мария Арагонская                    |         | 1396—1445  | Хуан II Кастильский     | 1420, (1-я жена) | 1406—1445                                         | Наследник, дочери                                                           | Скончалась при жизни мужа.                                        |
| Изабелла Португальская              |         | 1428—1496  | Хуан II Кастильский     | 1447             | 1447—1454                                         | Наследница, сын                                                             | Скончалась вдовствующей королевой                                 |
| Бланка II Наваррская                |         | 1420—1464  | Энрике IV Эль Импотенте | 1440, (1-я жена) | Брак расторгнут до вступления супруга на престол. | Нет                                                                         | Брак аннулирован в 1453 г., так как не был консуммирован          |
| Жуана Португальская                 |         | 1439—1475  | Энрике IV Эль Импотенте | 1455, (2-я жена) | 1455—1474                                         | Официально — Хуана Бельтранеха (отцовство приписывалось любовнику королевы) | Скончалась после смерти мужа                                      |
| Афонсу V, король Португалии         |         | 1432—1481  | Хуана Бельтранеха       | 1475             | 1474—1479, de jure                                | Нет                                                                         | Брак аннулирован папой в 1479 г. из-за близкого родства супругов. |
| Фердинанд Католик, король Арагона   |         | 1452—1516  | Изабелла I Католическая | 1469             | 1474—1504                                         | Сыновья, дочери                                                             | Пережил супругу.                                                  |
| Филипп I Красивый, герцог Бургундии |         | 1478—1506  | Хуана Безумная          | 1496             | 1504—1506                                         | Наследник, дочери                                                           | Скончался при жизни супруги                                       |

## Супруги королей Испании

### Династия Габсбургов
| Имя                           | Портрет | Годы жизни | Супруг          | Дата свадьбы     | Королева или консорт Испании                 | Дети в браке               | Утрата статуса                    |
| ----------------------------- | ------- | ---------- | --------------- | ---------------- | -------------------------------------------- | -------------------------- | --------------------------------- |
| Изабелла Португальская        |         | 1503—1539  | Карл V Габсбург | 1526             | 1526—1539                                    | Наследник, дочери          | Скончалась при жизни мужа         |
| Мария Португальская           |         | 1527—1545  | Филипп II       | 1543, (1-я жена) | Скончалась раньше вступления мужа на престол | Сын                        | Скончалась при жизни мужа         |
| Мария Тюдор                   |         | 1516—1558  | Филипп II       | 1554, (2-я жена) | 1556—1558                                    | Нет                        | Скончалась при жизни мужа         |
| Изабелла Валуа                |         | 1545—1568  | Филипп II       | 1559, (3-я жена) | 1559—1568                                    | Дочери                     | Скончалась при жизни мужа         |
| Анна Австрийская              |         | 1549—1580  | Филипп II       | 1570, (4-я жена) | 1570—1580                                    | Наследник                  | Скончалась при жизни мужа         |
| Маргарита Габсбург            |         | 1584—1611  | Филипп III      | 1599             | 1599—1611                                    | Наследник, сыновья, дочери | Скончалась при жизни мужа         |
| Изабелла Бурбон               |         | 1602—1644  | Филипп IV       | 1615, (1-я жена) | 1621—1644                                    | Сыновья, дочери            | Скончалась при жизни мужа         |
| Марианна Австрийская          |         | 1635—1696  | Филипп IV       | 1649, (2-я жена) | 1649—1665                                    | Наследник, сыновья, дочери | Скончалась вдовствующей королевой |
| Мария Луиза Орлеанская        |         | 1662—1689  | Карлос II       | 1679, (1-я жена) | 1679—1689                                    | Нет                        | Скончалась при жизни мужа         |
| Мария Анна Пфальц-Нойбургская |         | 1667—1740  | Карлос II       | 1690, (2-я жена) | 1690—1700                                    | Нет                        | Скончалась вдовствующей королевой |

### Бурбоны и другие династии XIX века
| Имя                                                                     | Портрет | Годы жизни | Супруг         | Дата свадьбы     | Королева или консорт Испании                    | Дети в браке                                                                                   | Утрата статуса |
| ----------------------------------------------------------------------- | ------- | ---------- | -------------- | ---------------- | ----------------------------------------------- | ---------------------------------------------------------------------------------------------- | --- |
| Мария Луиза Савойская                                                   |         | 1688—1714  | Филипп V       | 1701, (1-я жена) | 1701—1714                                       | Наследники                                                                                     | Скончалась при жизни мужа                                                                                           |
| Елизавета Фарнезе                                                       |         | 1692—1766  | Филипп V       | 1714, (2-я жена) | 1714-январь 1724; сентябрь 1724—1746            | Наследник, сыновья, дочери                                                                     | В 1714 г. в связи передачей трона мужем Луису I — не царствовала. Скончалась в статусе вдовствующей королевы        |
| Луиза Елизавета Орлеанская                                              |         | 1709—1742  | Луис I         | 1722             | 1724                                            | Нет                                                                                            | Скончалась вдовствующей королевой.                                                                                  |
| Барбара Браганса                                                        |         | 1711—1758  | Фердинанд VI   | 1729             | 1729—1758                                       | Нет                                                                                            | Скончалась при жизни мужа                                                                                           |
| Мария Амалия Саксонская                                                 |         | 1724—1760  | Карлос III     | 1738             | 1759—1760                                       | Наследник, сыновья, дочери                                                                     | Скончалась при жизни мужа                                                                                           |
| Мария Луиза Пармская                                                    |         | 1751—1819  | Карлос IV      | 1765             | 1788—1808                                       | Наследник, сыновья, дочери                                                                     | После отречения мужа в 1808 в плену, затем в изгнании.                                                              |
| Дом Бонапартов                                                          |         |            |                |                  |                                                 |                                                                                                | |
| Жюли Клари                                                              |         | 1771—1845  | Жозеф Бонапарт | 1794             | Королева в 1808—1813 гг., до изгнания французов | Дочери                                                                                         | Скончалась в изгнании, через год после смерти мужа                                                                  |
| Дом Бурбонов (первая реставрация)                                       |         |            |                |                  |                                                 |                                                                                                | |
| Мария Антония, принцесса Обеих Сицилий                                  |         | 1784—1806  | Фердинанд VII  | 1802, (1-я жена) | Скончалась до вступления мужа на трон           | Нет                                                                                            | Скончалась при жизни мужа                                                                                           |
| Мария Изабелла Португальская                                            |         | 1797—1818  | Фердинанд VII  | 1818, (2-я жена) | 1818                                            | Дочь                                                                                           | Скончалась при жизни мужа                                                                                           |
| Мария Жозефа Саксонская                                                 |         | 1803—1829  | Фердинанд VII  | 1819, (3-я жена) | 1819—1829                                       | Нет                                                                                            | Скончалась при жизни мужа                                                                                           |
| Мария Кристина, принцесса Обеих Сицилий                                 |         | 1806—1878  | Фердинанд VII  | 1829, (4-я жена) | 1829—1833                                       | Дочери, в том числе наследница                                                                 | Скончалась в статусе вдовствующей королевы                                                                          |
| Франсиско де Асис Бурбон                                                |         | 1822—1902  | Изабелла II    | 1846             | 1846—1868 (до свержения Изабеллы II)            | Наследник, дочери. (Отцовство Франсиско оспаривается, известно, что королева имела любовников) | Титулованный король (консорт) Испании до изгнания в 1868 г. Развод в 1870 г.                                        |
| Савойская династия                                                      |         |            |                |                  |                                                 |                                                                                                | |
| Мария Виттория Даль Поццо, принцесса Савойская                          |         | 1847—1876  | Амадей I       | 1867, (1-я жена) | 1870—1873                                       | Сыновья, дочери                                                                                | Королева в 1870—1873 гг., до отречения супруга от престола. Скончалась при жизни мужа в качестве герцогини Аостской |
| Мария Летиция Бонапарт, дочь принца Наполеона                           |         | 1866—1926  | Амадей I       | 1888, (2-я жена) | Вышла замуж после отречения мужа от трона       |                                                                                                | Скончалась вдовствующей герцогиней Аостской                                                                         |
| Первая республика. Дом Бурбонов (вторая реставрация)                    |         |            |                |                  |                                                 |                                                                                                | |
| Мария де лас Мерседес Орлеанская                                        |         | 1860—1878  | Альфонс XII    | 1878 (1-я жена)  | 1878                                            | нет                                                                                            | Скончалась через полгода после свадьбы                                                                              |
| Мария Кристина Австрийская                                              |         | 1858—1929  | Альфонс XII    | 1879 (2-я жена)  | 1879—1885                                       | дочери, наследник                                                                              | Скончалась в статусе вдовствующей королевы                                                                          |
| Виктория Евгения Баттенбергская                                         |         | 1887—1969  | Альфонс XIII   | 1906             | 1906—1931                                       | Сыновья, дочери                                                                                | Утрата статуса с низложением её супруга в 1931 г.                                                                   |
| Вторая республика и правление Франко. Дом Бурбонов (третья реставрация) |         |            |                |                  |                                                 |                                                                                                | |
| София Греческая                                                         |         | р. 1938    | Хуан Карлос I  | 1962             | 1975—2014                                       | Наследник, дочери                                                                              | Утрата статуса после отречения супруга в 2014 г.                                                                    |
| Летисия Ортис Рокасолано                                                |         | р. 1972    | Филипп VI      | 2004             | 2014 по наши дни                                | Наследница, дочь                                                                               | Ныне царствующая королева                                                                                           |